# 新塘駅 (広州市)
新塘駅（しんとう-えき）は、中華人民共和国広東省広州市増城区にある、中国国家鉄路集団と広州地下鉄の駅。

## 歴史

### 中国国家鉄路集団

#### 初代
初代の新塘駅は1908年に建設が始まり、1910年に広九鉄路の開通とともに営業を開始しました。駅舎の面積は825平方メートルです。日中戦争の勃発後、1938年10月に日本軍が新塘に進攻し、駅および線路の設備が破壊されたため、輸送が麻痺しました。1939年、日本軍は新塘駅を修復し、軍事輸送用として再び使用しました。
初代駅舎は旅客サービスから退いた後、長い間広州工務区の倉庫として利用されていました。しかし、適切な保守が行われなかったため、駅舎内部の構造が深刻に風化し、壁面や屋根の一部に損傷が生じました。また、駅舎は新設された新塘駅の12番線と13番線の間に位置し、線路敷設の妨げとなっていたため、2021年4月に駅舎の全面解体が開始されました。建物は修復後、別の場所で再建される予定です。鉄道部門は再建完了後、歴史的建築物としての認定を申請し、保護措置を講じる計画です。

#### 2代目
1985年、第2代の駅舎が初代駅舎の西側に建設されました。駅舎の面積は1,956平方メートルに拡張され、構内の線路も増設されました。
1991年には広州～深圳準高速鉄道の建設が始まり、1994年に完成しました。当駅から石竜区間では列車の最高時速が200kmに達しました。
2004年、当駅では旅客業務が停止されました。同年末には広深鉄路の第4線の建設が始まり、第4線は駅の上り方向で既存の高速線を跨ぎ、さらに広深高速道路の下を通る構造となりました。
2011年、駅では信号設備の改修が行われ、自動閉塞の逆方向装置が設置されました。
隣接する穗深都市間鉄道の駅と区別するため、当駅は2018年9月10日に「新塘北駅」へと改称されました。しかし、2019年10月8日には元の「新塘駅」の名称に戻され、都市間鉄道の駅は「新塘南駅」と改称されました。

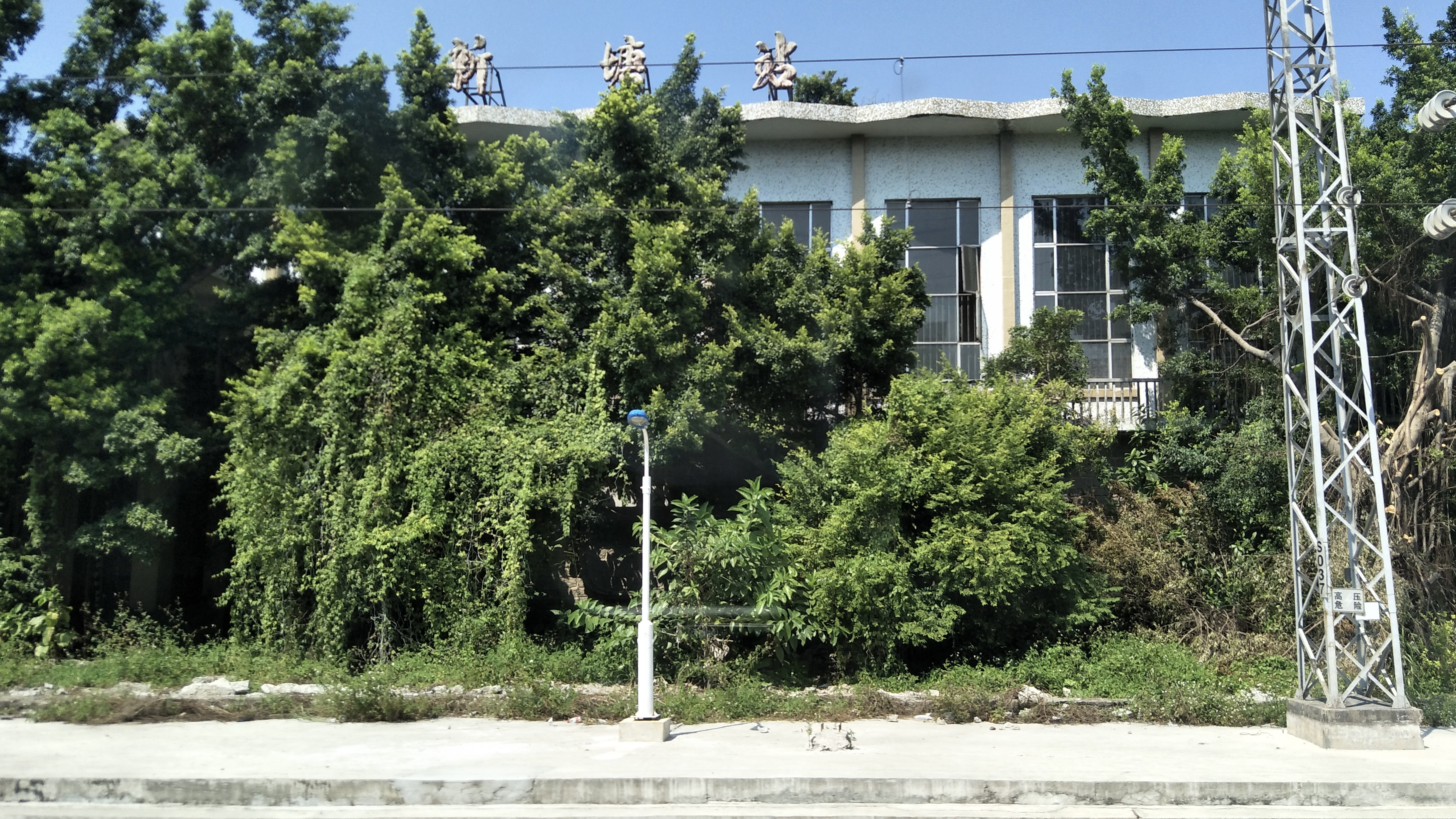
二代目の駅舎（2018年10月）
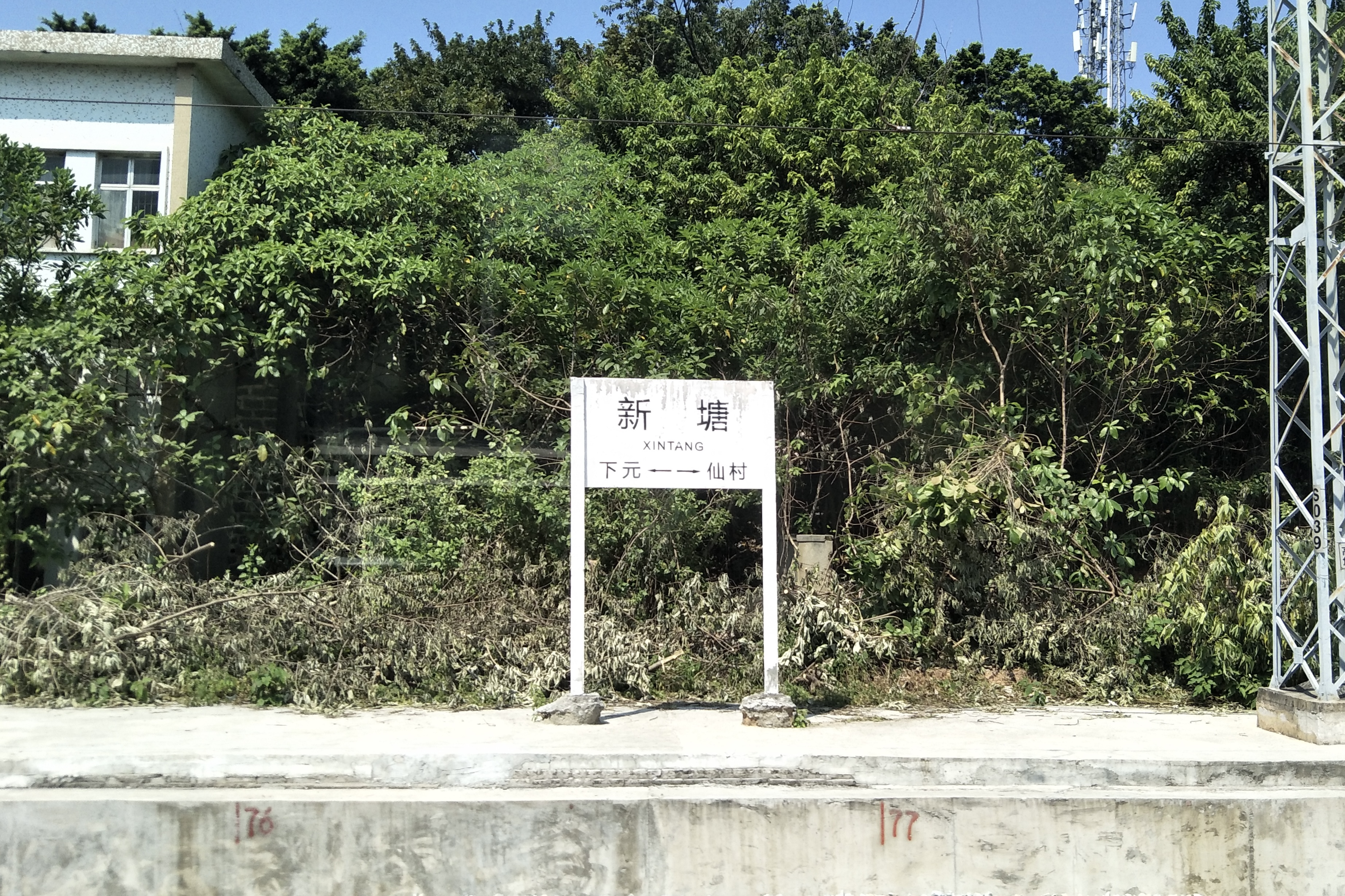
二代目のホーム（2018年10月）

#### 三代目
広汕鉄路の建設に伴い、新塘駅では既存のホームを撤去し、新たに広深Ⅰ・Ⅱ線の都市間列車用ホーム、広深Ⅲ・Ⅳ線の在来線用ホーム、そして広汕線のホームを整備する必要がありました。
工事は段階的に進められ、まず第1段階では、既存の広深Ⅰ～Ⅳ線を駅の北側に仮設線として移設し、南側に在来線用ホームと都市間鉄道用ホームを新設する作業が行われました。新しい信号扱所は2021年8月18日に最初に運用を開始し、その後の路盤や軌道敷設工事を支える基盤となりました。続いて、Ⅲ線は2021年12月3日に、Ⅳ線は12月24日、Ⅰ線は2022年4月9日、Ⅱ線は5月7日にそれぞれ仮設線へと切り替えられました。
第2段階では、仮設線として運用されていたⅠ～Ⅳ線を正式な線路位置へ移設し、本格的な運用が始まりました。2023年3月28日にはⅠ・Ⅱ線が切り替えられ、広深都市間鉄道ホーム（都市間場）が正式に使用開始されました。さらに、5月6日にはⅢ・Ⅳ線の切り替えが完了し、広深在来線ホーム（普速場）も開業。5月23日には都市間場と普速場が連結され、第1・第2段階の工事がすべて完了しました。
第3段階では、Ⅰ～Ⅳ線の仮設線を撤去し、広汕場を建設し、広汕高速鉄道の開業に向けた準備が行われました。新塘駅は2023年8月21日に静的検査（施設・設備の安全性確認）を通過し、同年9月26日に広汕高速鉄道の開業とともに再び営業を開始しました。ただし、広汕場の建設進捗が大幅に遅れていたため、開業初期は列車が普速場のみに停車し、都市間場の使用は数か月後まで延期されることとなりました。

### 広州地下鉄
本駅が最初に登場したのは、2003年の地下鉄計画案においてでした。当時は広深鉄道と接続する5号線の終点駅として位置づけられ、国鉄の駅名に合わせて「新塘駅」と命名されていました。その後の計画見直しにより、本駅は当時の14号線の途中駅となりました。さらに、2008年の再編案では、旧14号線が複数の路線に分割・再構成され、最終的に本駅は13号線と16号線の乗換駅として確定されました。この決定を受け、本駅は13号線の一期工事に合わせて着工されました。広州地下鉄グループが広州市民政局の地名委員会に申請した13号線の正式駅名では、本駅の名称は「新塘駅」のままとされました。
2015年11月には、本駅の主要構造が上棟し、2017年12月28日に13号線の一期開業に伴って供用開始されました。
2020年5月22日未明に広州を襲った集中豪雨の影響により、13号線全線が一時運休となり、本駅も一時閉鎖されました。その後、同年6月13日に沙村～新沙区間の運行再開に合わせて、本駅も営業を再開しました。
2022年12月7日にはE出口が閉鎖され、代わりにC出口が使用開始されました。さらに、2023年9月26日には国鉄新塘駅の開業に合わせて、E1～E3出口および国鉄との乗換通路が正式に供用開始されました。

## 駅構造

### 中国国家鉄路集団
新塘駅は全体で7面17線を備えており、総建築面積はおよそ16万平方メートルに達します。このうち、駅舎部分の建築面積は約5万平方メートルで、地上の待合フロアが33,534平方メートル、高架の改札・進入口階が13,660平方メートル、中間階（メザニン階）が1,793平方メートルとなっています。駅舎の構造は、プラットフォーム階、地上の待合階、高架の進入口階、そして事務室や機械設備が置かれる中間階で構成されています。
ホーム階には3つの運行系統が乗り入れており、広深Ⅰ・Ⅱ線の都市間鉄道が2面4線、広深Ⅲ・Ⅳ線の在来線が4面6線、広汕線が3面7線を使用しています。このうち、在来線のホームの2つは、広汕線ホームおよび都市間ホームと一部を共用する設計となっています。
さらに、隣接する穗深都市間鉄道の新塘南駅には、新塘駅と連絡する乗換用のコンコース（連絡通路）が新たに建設され、スムーズな乗換を実現しています。

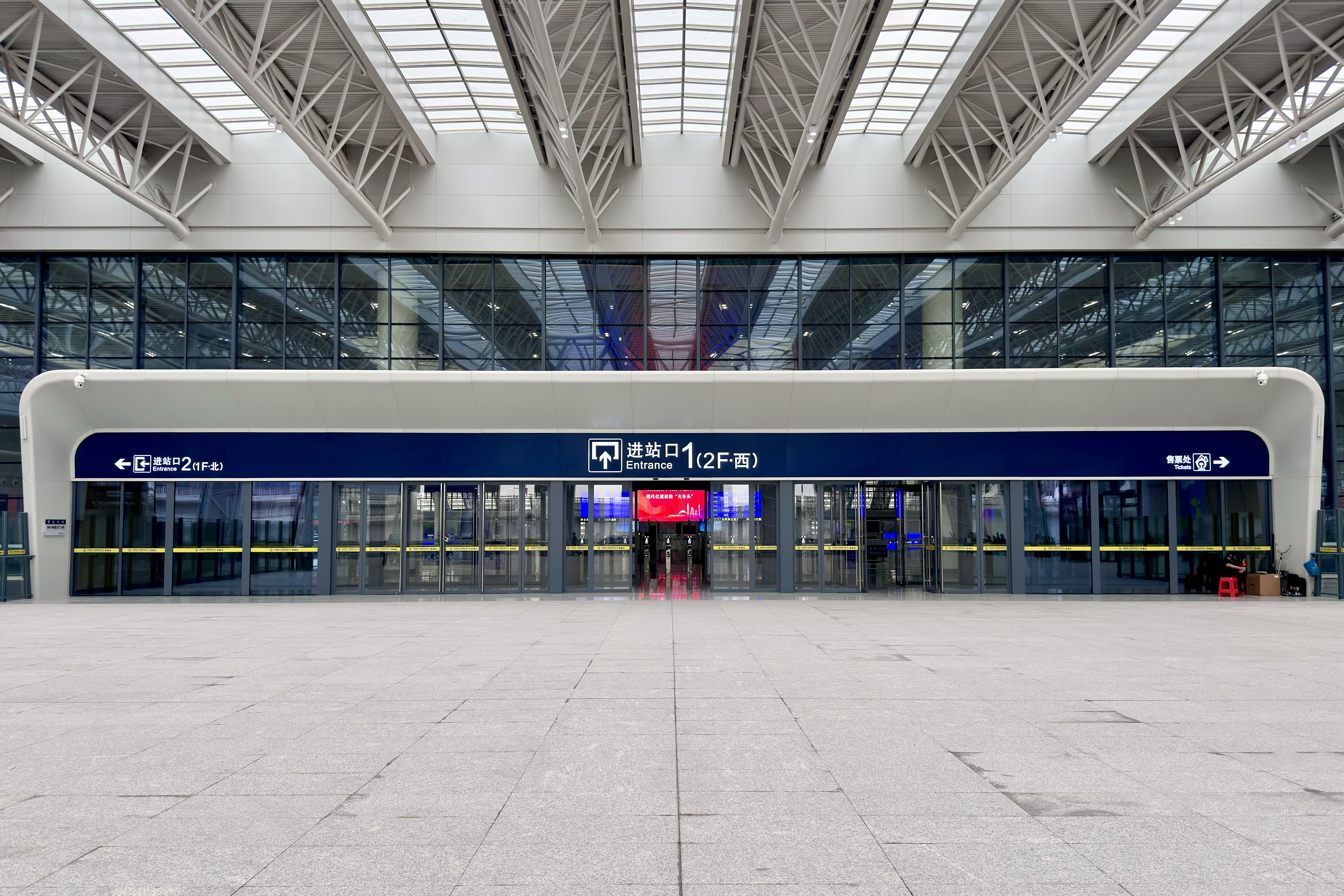
入口1（2023年12月）
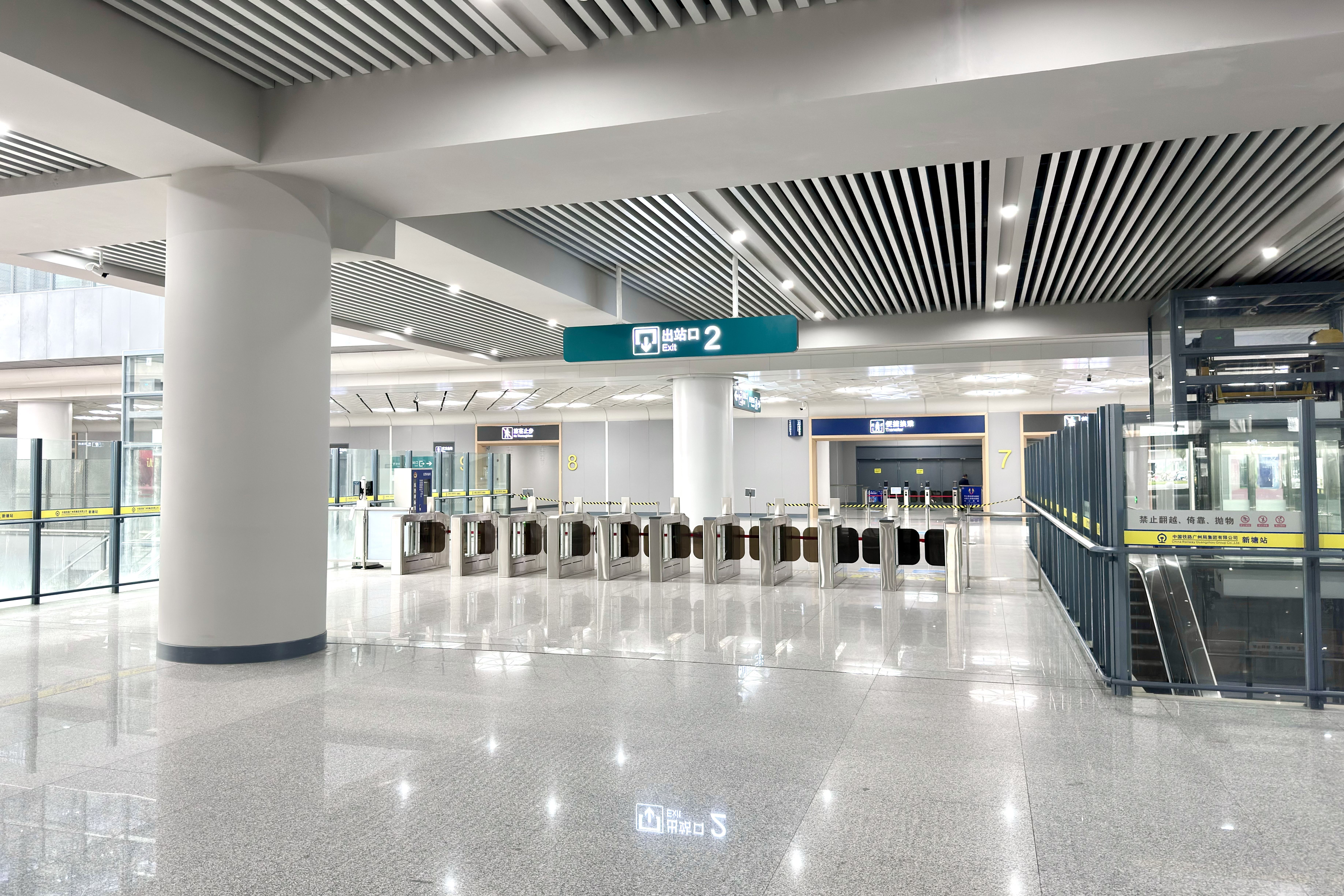
出口2（2023年12月）
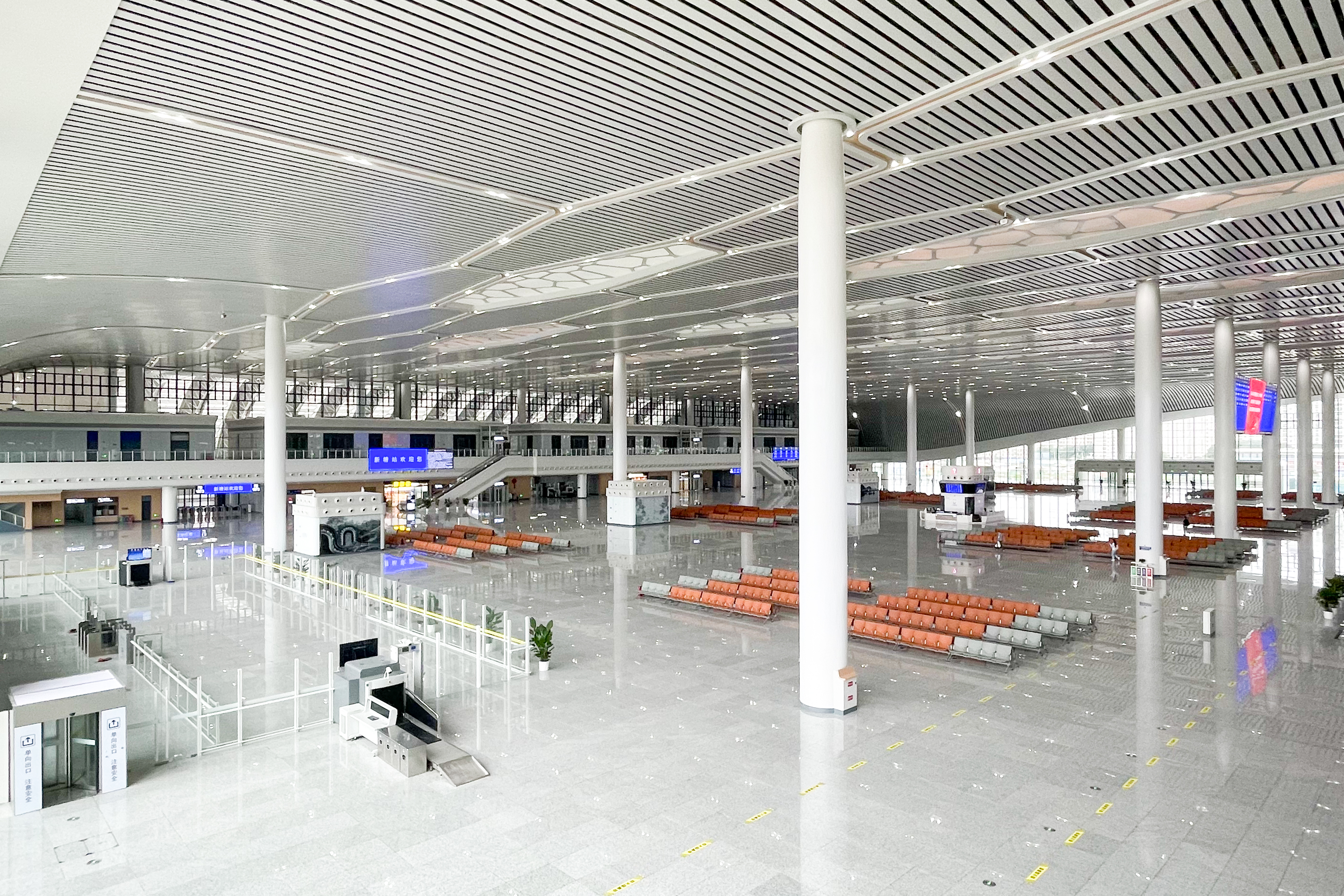
待合室（2023年10月）
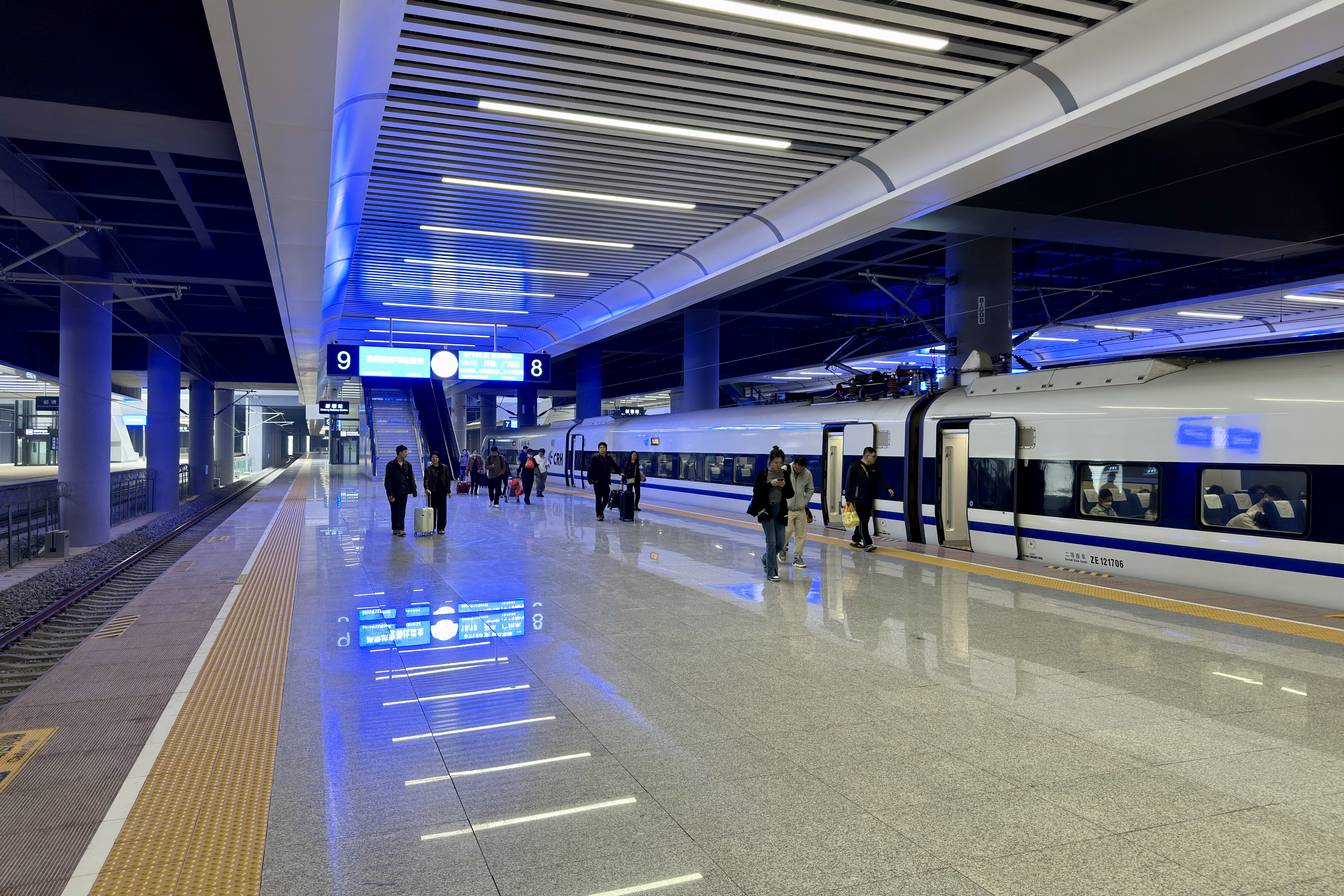
8・9番線ホーム（2023年12月）
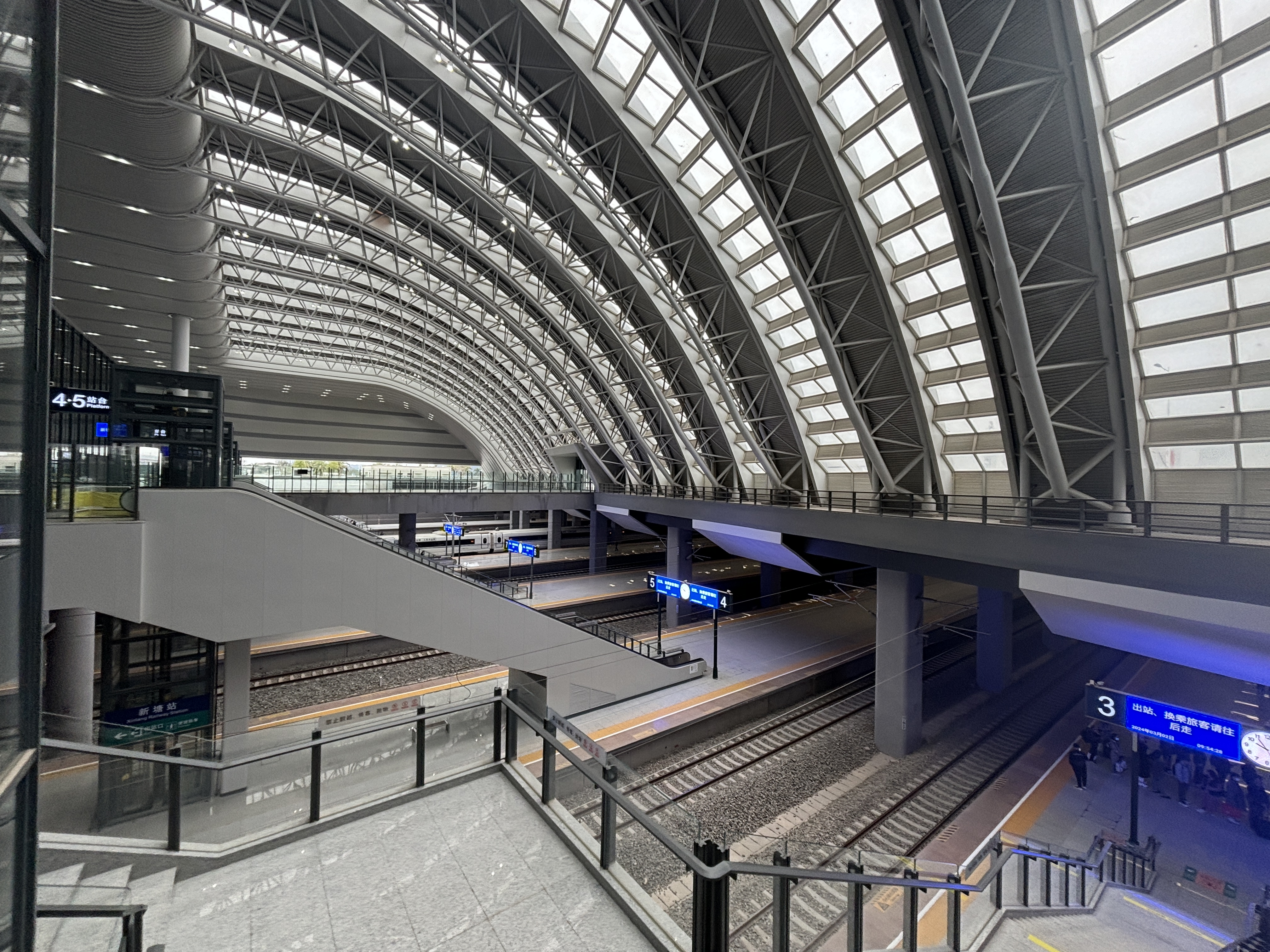
軌道（2024年3月）

### 広州地下鉄
相対式ホーム2面2線を有する地下駅。
駅の設計段階から、当駅は13号線と16号線の乗換駅として計画されていました。そのため、駅は島式ホーム2面4線の構造で建設され、13号線が外側の2線を使用し、16号線が内側の2線を使用する設計となっています。また、16号線は当駅を終点とする計画であるため、駅の西側には両渡り線、東側には片渡り線が設けられる予定です。さらに、13号線と16号線の間には連絡線も設けられる計画であり、これは13号線の建設時にすでに接続口が用意されています。ただし現在のところ、16号線用に確保されたホームと線路は仮設の壁で仕切られており、乗客から見ると単に相対式ホームのように見えます。

#### のりば
| 番線 | 路線     | 行先     |
| ---- | -------- | -------- |
| 1    | ■ 13号線 | 新沙方面 |
| 2    | ■ 13号線 | 魚珠方面 |

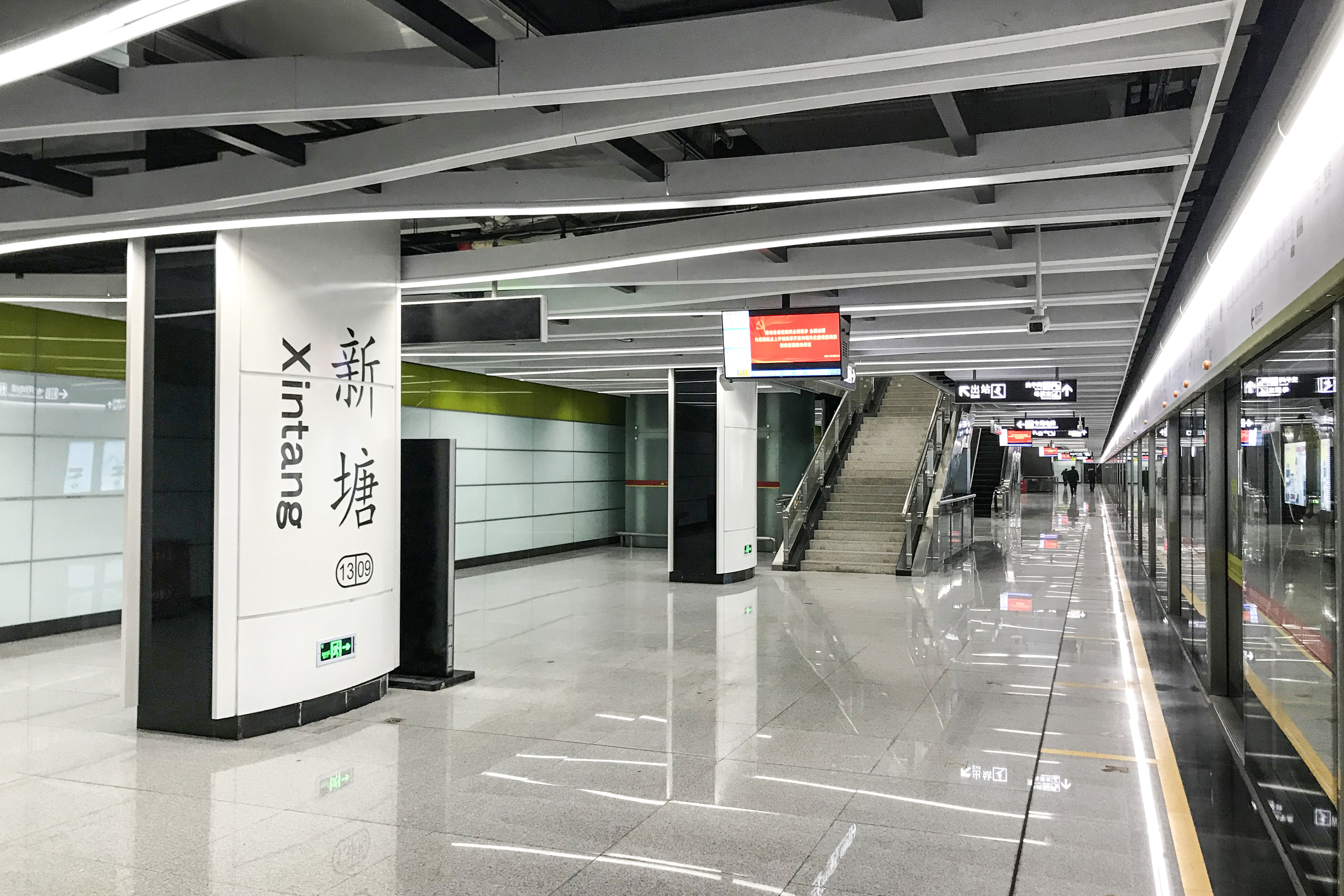
1番線ホーム
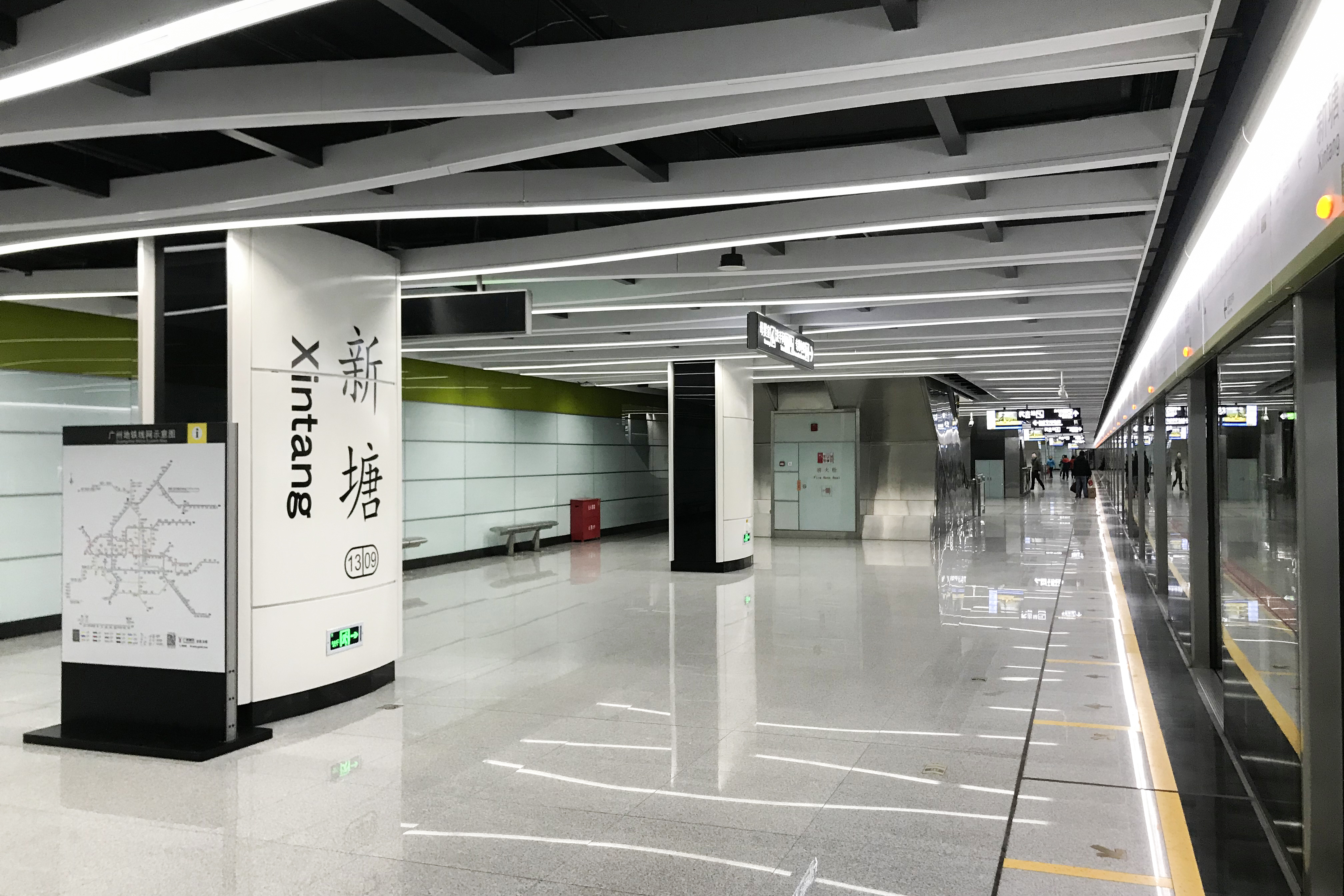
2番線ホーム
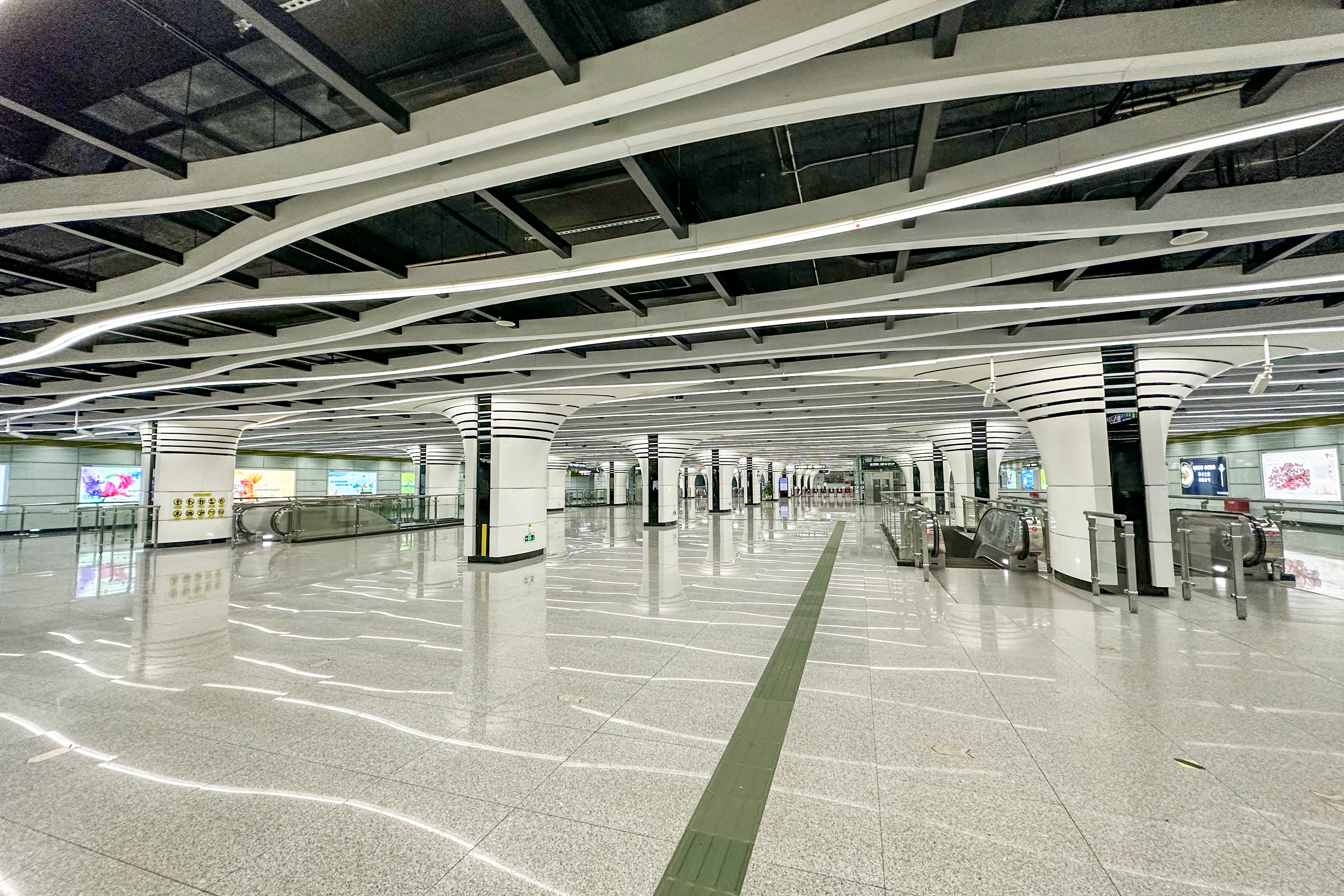
コンコース
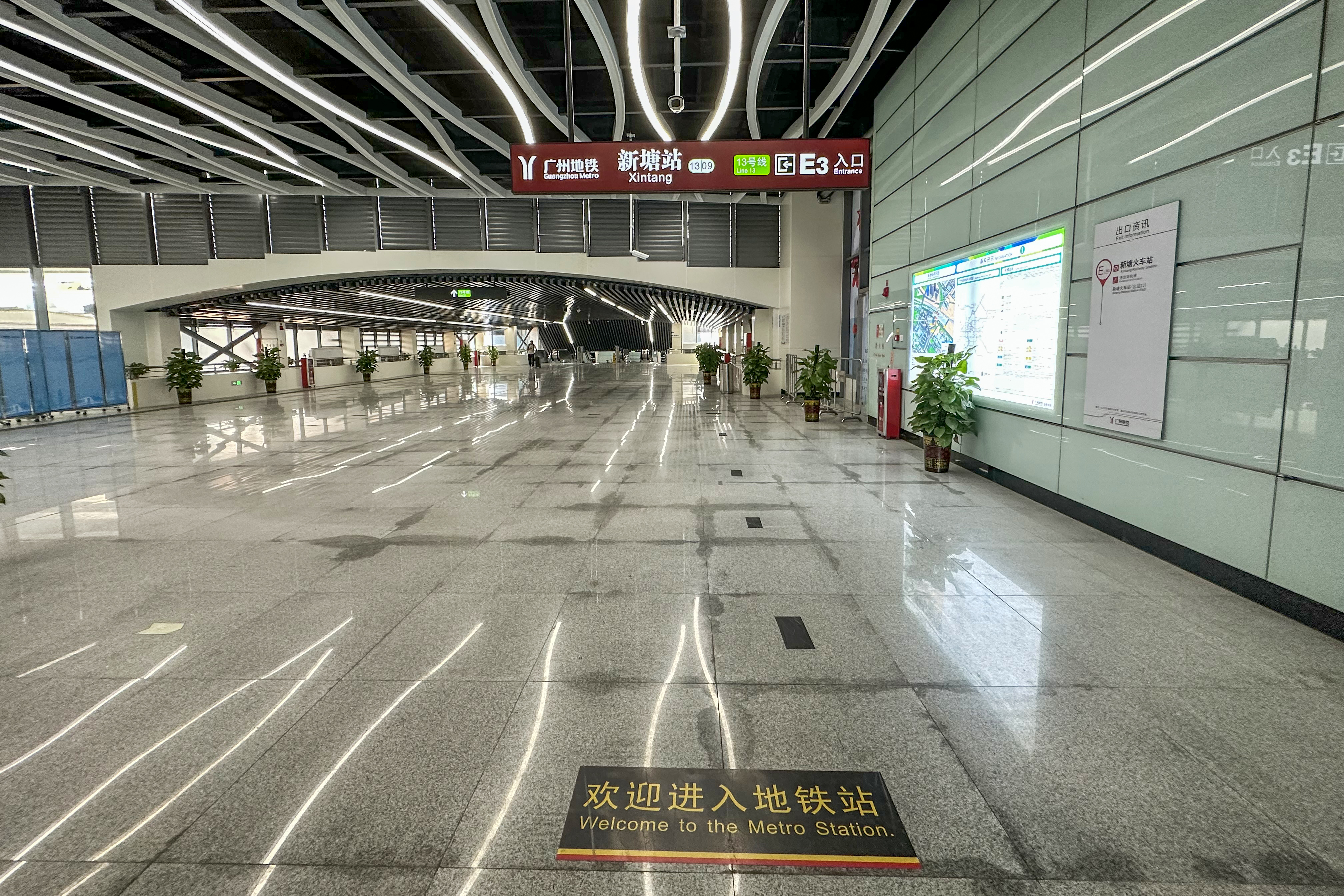
E3入口（国鉄新塘駅直結口）

## 利用状況
新塘駅は開業当初、地元の乗客を多く惹きつけていました。しかし、1984年に広深公路が開通すると、駅の旅客利用は次第に減少し始めました。2003年には、広深間を結んでいた慢速列車8443/8444が運行終了となり、それ以降、当駅では旅客業務が行われなくなりました。一時期、鉄道当局は新たに建設された広深四線の開業後に、広州〜新塘間で市郊列車を運行する計画を立てていましたが、最終的にこの構想は実現されませんでした。
2023年の改築工事後、新塘駅にはついに高速鉄道の列車が停車するようになりました。ただし、開業初期は駅の施設整備が完了していなかったため、発着列車数は約58本にとどまり、行先も広東省東部地域に限定されていました。その後、2024年1月10日の全国鉄道ダイヤ改正により、新塘駅では広深都市間鉄道の列車や他路線直通列車の取扱いが始まり、行先は東莞、深圳などの省内都市のほか、江西省、安徽省、福建省、湖南省、浙江省、江蘇省などへと拡大しました。営業列車本数も161本に増加しました。さらに同年6月15日のダイヤ改正では営業列車が215本に増え、特に穗深都市間鉄道が広州東駅に乗り入れなくなった分を補う形で、新塘駅に停車する都市間列車が84本にまで大幅に増加しました。
そして、2025年1月5日のダイヤ改正では、営業列車はさらに増え、258本となり、その中には初めて香港西九龍駅とを往復する列車も含まれるようになりました。続く4月10日の改正では、ピーク時の営業列車が275本に達し、当駅始発・終着となる列車も初めて6本設定されました。

## 駅周辺
- 穗深都市間鉄道 新塘南駅
- 凱達爾枢紐国際広場
- 時尚広場
- 群星新邨
- 現代城市花園
- 金海岸城市広場
- 亜太銀座
- 匯太広場
- 富逸花園
- 広州東部中心・広匯新世界
- 広東省水電医院
- 華興商貿綜合市場
- 長崗新村
- 矮崗新村

## バス路線
- 新塘站公交総站：増城9A快線、増城27、増城40、増城75、増城夜4、莞75、莞G7
- 新塘地鉄站：増城9、増城9A快線、増城34、増城34快線、増城36、増城38、増城75

## 隣の駅
中国国家鉄路集団
広九鉄路
下元駅 - 新塘駅 - 仙村駅
甬広高速鉄道（広汕鉄路区間）
新塘駅 - 増城駅
広州地下鉄
■ 13号線
白江駅 1308 - 新塘駅 1309 - 官湖駅 1310